# Municipio de River (condado de Logan)
El municipio de River (en inglés: River Township) es un municipio ubicado en el condado de Logan en el estado estadounidense de Arkansas. En el año 2010 tenía una población de 650 habitantes y una densidad poblacional de 12,06 personas por km².

## Geografía
El municipio de River se encuentra ubicado en las coordenadas 35°23′2″N 93°31′54″O / 35.38389, -93.53167. Según la Oficina del Censo de los Estados Unidos, el municipio tiene una superficie total de 53.88 km², de la cual 36,53 km² corresponden a tierra firme y (32,2 %) 17,35 km² es agua.

## Demografía
Según el censo de 2010, había 650 personas residiendo en el municipio de River. La densidad de población era de 12,06 hab./km². De los 650 habitantes, el municipio de River estaba compuesto por el 93,54 % blancos, el 0,77 % eran afroamericanos, el 1,23 % eran amerindios, el 2,15 % eran asiáticos y el 2,31 % eran de una mezcla de razas. Del total de la población el 1,08 % eran hispanos o latinos de cualquier raza.